# Ectropothecium affine
Ectropothecium affine är en bladmossart som beskrevs av Brotherus in Mildbraed 1910. Ectropothecium affine ingår i släktet Ectropothecium och familjen Hypnaceae. Inga underarter finns listade i Catalogue of Life.